# Сідаков Заурбек Казбекович
Заурбек Казбекович Сідаков (рос. Заурбе́к Казбе́кович Сидако́в, нар. 14 червня 1996, Сургут, Ханти-Мансійський автономний округ — Югра, Росія) — російський борець вільного стилю, олімпійський чемпіон, чемпіон світу, чемпіон Європейських ігор, володар Кубку світу. Член ЦСКА. 
Відібраний як "нейтральний" спортсмен для участі в Олімпіаді 2024 року в Парижі, однак підтримує агресивну війну, розв'язану РФ проти України, а також являється членом ЦСКА, що заборонено правилами. 

## Спортивні результати на міжнародних змаганнях

### Виступи на Олімпіадах
| Змагання                    | Збірна                     | Вагова категорія          | Місце  |
| --------------------------- | -------------------------- | ------------------------- | ------ |
| Літні Олімпійські ігри 2020 | Олімпійський комітет Росії | вільна боротьба, до 74 кг | Золото |

### Виступи на Чемпіонатах світу
| Змагання                        | Збірна                     | Вагова категорія          | Місце  |
| ------------------------------- | -------------------------- | ------------------------- | ------ |
| Чемпіонат світу з боротьби 2018 | Росія                      | вільна боротьба, до 74 кг | Золото |
| Чемпіонат світу з боротьби 2019 | Росія                      | вільна боротьба, до 74 кг | Золото |
| Чемпіонат світу з боротьби 2023 | Допущені нейтральні атлети | вільна боротьба, до 74 кг | Золото |

### Виступи на Чемпіонатах Європи
| Змагання                         | Збірна                     | Вагова категорія          | Місце  |
| -------------------------------- | -------------------------- | ------------------------- | ------ |
| Чемпіонат Європи з боротьби 2016 | Росія                      | вільна боротьба, до 70 кг | 5      |
| Чемпіонат Європи з боротьби 2025 | Допущені нейтральні атлети | вільна боротьба, до 74 кг | Срібло |

### Виступи на Європейських іграх
| Змагання              | Збірна | Вагова категорія          | Місце  |
| --------------------- | ------ | ------------------------- | ------ |
| Європейські ігри 2019 | Росія  | вільна боротьба, до 74 кг | Золото |

### Виступи на Кубках світу
| Змагання                    | Збірна | Вагова категорія          | Місце  |
| --------------------------- | ------ | ------------------------- | ------ |
| Кубок світу з боротьби 2015 | Росія  | вільна боротьба, до 65 кг | 4      |
| Кубок світу з боротьби 2019 | Росія  | команда                   | Золото |

### Виступи на інших змаганнях
| Змагання                                                  | Збірна | Вагова категорія          | Місце  |
| --------------------------------------------------------- | ------ | ------------------------- | ------ |
| Кубок Бразилії з боротьби 2014                            | Росія  | вільна боротьба, до 65 кг | Золото |
| Гран-прі «Іван Яригін» 2015                               | Росія  | вільна боротьба, до 65 кг | Бронза |
| Турнір «Олімпія» 2015                                     | Росія  | вільна боротьба, до 70 кг | Золото |
| Турнір Алі Алієва 2015                                    | Росія  | вільна боротьба, до 65 кг | 15     |
| Гран-прі «Іван Яригін» 2016                               | Росія  | вільна боротьба, до 70 кг | Золото |
| Чемпіонат Росії з боротьби 2016                           | Росія  | вільна боротьба, до 70 кг | Золото |
| Гран-прі «Іван Яригін» 2017                               | Росія  | вільна боротьба, до 70 кг | Срібло |
| Турнір Степана Саргісяна 2017                             | Росія  | вільна боротьба, до 70 кг | Золото |
| Турнір Володимира Семенова 2017                           | Росія  | вільна боротьба, до 70 кг | Срібло |
| Кубок Алроси 2017                                         | Росія  | команда                   | Золото |
| Турнір Аланії з боротьби 2017                             | Росія  | вільна боротьба, до 70 кг | Срібло |
| Гран-прі «Іван Яригін» 2018                               | Росія  | вільна боротьба, до 74 кг | Срібло |
| Чемпіонат світу з боротьби серед військовослужбовців 2018 | Росія  | вільна боротьба, до 74 кг | Золото |
| Чемпіонат Росії з вільної боротьби 2018                   | Росія  | вільна боротьба, до 74 кг | Золото |
| Гран-прі «Іван Яригін» 2019                               | Росія  | вільна боротьба, до 74 кг | Золото |
| Чемпіонат Росії з вільної боротьби 2020                   | Росія  | вільна боротьба, до 74 кг | Бронза |
| Чемпіонат Росії з вільної боротьби 2021                   | Росія  | вільна боротьба, до 74 кг | Золото |
| Турнір міста Сассарі 2021                                 | Росія  | вільна боротьба, до 74 кг | Золото |
| Кубок Алроси 2021                                         | Росія  | вільна боротьба, до 74 кг | Золото |

### Виступи на змаганнях молодших вікових груп
| Змагання                                       | Збірна | Вагова категорія          | Місце  |
| ---------------------------------------------- | ------ | ------------------------- | ------ |
| Чемпіонат світу з боротьби серед юніорів 2015  | Росія  | вільна боротьба, до 66 кг | Бронза |
| Чемпіонат Європи з боротьби серед юніорів 2016 | Росія  | вільна боротьба, до 74 кг | Срібло |
| Чемпіонат Європи з боротьби серед молоді 2017  | Росія  | вільна боротьба, до 70 кг | Срібло |
| Чемпіонат Європи з боротьби серед молоді 2018  | Росія  | вільна боротьба, до 74 кг | Золото |